# خارچرخه
خارچرخه (نام علمی: Atractylis) نام یک سرده از تیره کاسنیان است.